# Guerra mahdista
La Guerra mahdista (1881-1899) fue una guerra colonial británica que tuvo lugar a fines del siglo XIX, que inicialmente enfrentó a los seguidores del líder religioso sudanés Muhammad Ahmad bin Abd Allah, que se había autoproclamado el Mahdi ("Guía") del Islam, y a las fuerzas del Jedivato de Egipto, a las que más tarde se unieron las fuerzas británicas. Los dieciocho años de guerra dieron origen al Sudán anglo-egipcio (1899-1956), un condominio del Imperio británico y el Reino de Egipto.
La participación británica en la guerra es llamada Campaña del Sudán, siendo descrita en detalle en The River War: An Historical Account of the Reconquest of the Soudan (1899) de Winston Churchill, que participó en la guerra. Este conflicto también es conocido como la "Rebelión mahdista", la "Guerra anglo-sudanesa" y la "Revuelta mahdista del Sudán".

## Trasfondo
Después de la invasión de Muhammad Ali en 1819, Sudán fue gobernado por una administración egipcia. Debido a los altos impuestos aplicados y al sangriento inicio del gobierno turco-egipcio en Sudán, este sistema colonial era detestado por el pueblo sudanés.
Durante el período de gobierno turco-egipcio, muchos segmentos del pueblo sudanés padecieron penurias debido al sistema fiscal impuesto por el gobierno central. Bajo este sistema, los agricultores y pequeños comerciantes debían pagar un impuesto llano, el cual era recaudado por agentes gubernamentales nombrados entre los miembros de la tribu Shaigiya del norte de Sudán. En años malos, especialmente durante sequías y hambrunas, los agricultores no podían pagar los altos impuestos. Temiendo las represalias de los Shaigiya, muchos agricultores abandonaron sus aldeas en el fértil valle del Nilo y se refugiaron en zonas remotas de Kordofán y Darfur. Estos migrantes, conocidos como "jallaba" por sus vestimentas sueltas, empezaron a fungir como pequeños comerciantes e intermediarios para las compañías comerciales extranjeras que se habían instalado en las ciudades y pueblos del centro de Sudán.[cita requerida]. Los jallaba también eran conocidos por ser tratantes de esclavos.
Hacia mediados del siglo XIX, la administración imperial otomana en Egipto estaba a cargo del Jedive Ismail. Los gastos del Jedive Ismail incrementaron la deuda externa de Egipto y cuando su financiamiento del Canal de Suez empezó a menguar, Gran Bretaña dio un paso al frente y pagó sus préstamos a cambio de ser accionista mayoritario en el canal. Siendo la ruta más corta a la India, considerada una joya de la Corona Británica, el control del Canal de Suez era de vital importancia estratégica, ya que los intereses comerciales e imperiales británicos dictaban la necesidad de su captura o control. Por lo tanto, el papel de los británicos en los asuntos internos egipcios se incrementó gradualmente. Como los gastos y la corrupción del Jedive Ismail producían inestabilidad, en 1873 el gobierno británico apoyó un programa en el cual una comisión de deuda anglo-francesa asumía la responsabilidad de administrar los asuntos fiscales egipcios. Esta comisión finalmente obligó al Jedive Ismail a abdicar en favor de su hijo Tawfiq en 1877, lo cual llevó a un período de inestabilidad política.
En 1873, Ismail había nombrado a Charles George Gordon como gobernador de las Provincias Ecuatoriales del Sudán. En los tres años siguientes, el General Gordon luchó contra Al-Zubayr Rahma Mansur, un jefe nativo de Darfur.
Hasta la abdicación de Ismail en 1877, Gordon vio que su apoyo se había reducido gravemente. Agotado por años de trabajo, renunció a su puesto en 1880 y partió a Inglaterra a inicios de 1881. Sus políticas pronto fueron abandonadas por los nuevos gobernadores, pero la furia y el descontento de la dominante minoría árabe no fueron resueltos.[cita requerida]
A pesar de que los egipcios estaban temerosos ante el gradual deterioro de las condiciones, los británicos rehusaron involucrarse. El  Foreign Secretary Granville Leveson-Gower dijo: "El Gobierno de Su Majestad no se responsabiliza en forma alguna por operaciones en el Sudán".

## Levantamiento del Mahdi

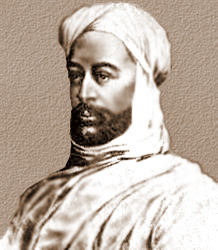
Muhammad Ahmad, el autoproclamado Mahdi.

Los historiadores que han tratado este conflicto vieron que las causas del levantamiento fueron el descontento de los sudaneses frente a los gobernadores otomanos extranjeros, los relajados estándares religiosos de los turcos y su tendencia a nombrar extranjeros no-musulmanes, como Charles Gordon, en puestos importantes, además de la resistencia del sufismo sudanés ante el "seco y escolástico Islam de la administración egipcia". Otra potencial fuente de descontento ampliamente documentada fue la abolición turco-egipcia de la esclavitud, que era una de las principales fuentes de ingresos en Sudán en aquel entonces.
En la década de 1870, un clérigo musulmán llamado Muhammad Ahmad predicaba la renovación de la fe y la liberación del país, empezando a atraer seguidores. Hallándose rápidamente en abierta rebelión contra los egipcios, Muhammad Ahmad se autoproclamó como el Mahdi, el prometido redentor del mundo islámico. En agosto de 1881 el gobernador del Sudán, Raouf Pachá, envió dos compañías de infantería que estaban armadas con una ametralladora cada una, para arrestarlo. A los capitanes de ambas compañías se les prometió un ascenso si sus soldados traían de vuelta al Mahdi ante el gobernador. Ambas compañías desembarcaron del vapor que las llevó Nilo arriba en la isla Aba, aproximándose a la aldea del Mahdi desde direcciones opuestas. Al llegar simultáneamente, ambas fuerzas empezaron a dispararse ciegamente una a la otra, permitiendo a los escasos seguidores del Mahdi atacarlas y destruirlas en la Batalla de Aba.
Después el Mahdi inició una retirada estratégica a Kordofán, donde estuvo a cierta distancia de la sede de gobierno en Jartum. Este movimiento, visto como un avance triunfal, incitó a varias de las tribus árabes a sublevarse para apoyar la Yihad que el Mahdi declaró contra los "opresores turcos". Otra expedición egipcia enviada desde Fachoda fue emboscada y masacrada en la noche del 9 de diciembre de 1881.
El Mahdi también legitimó su movimiento al trazar deliberados paralelismos con la vida del Profeta Mahoma. Llamó a sus segudiores Ansar, en honor a las personas que recibieron al Profeta en Medina, y Hégira a su fuga de los británicos, en honor a la fuga del Profeta de los Quraysh. Además, el Mahdi también nombró comandantes para representar a tres de los cuatro Califas Virtuosos; por ejemplo, él nombró a Abdullahi ibn Muhammad, su eventual sucesor, que representaba a Abu Bakr as-Siddiq, el sucesor del Profeta.
La administración egipcia del Sudán, muy preocupada por la escala del levantamiento, formó una fuerza de 4000 soldados al mando de Yusef Pachá. La fuerza se aproximó a la concentración mahdista, cuyos miembros iban mal vestidos, casi muertos de hambre y armados solo con palos y piedras. Sin embargo, el exceso de confianza hizo que el Ejército egipcio acampe a la vista del "Ejército" mahdista sin poner centinelas. El Mahdi dirigió el asalto al amanecer del 7 de junio de 1882, que masacró a la fuerza y dejó un solo superviviente. Los rebeldes obtuvieron grandes cantidades de armas y municiones, uniformes militares y otros pertrechos.

## La Expedición Hicks
Con el gobierno egipcio pasando principalmente bajo control británico, las potencias europeas estaban cada vez más al tanto de los problemas en Sudán. Los asesores británicos del gobierno egipcio dieron su consentimiento tácito para otra expedición. A lo largo del verano de 1883, se concentraron soldados egipcios en Jartum, para finalmente formar una fuerza de 7000 infanteristas, 1000 jinetes, 20 ametralladoras y artillería. Esta fuerza fue puesta al mando de William Hicks, un oficial retirado del Indian Staff Corps, y doce oficiales europeos. Esta fuerza era, según Winston Churchill, "quizás el peor ejército que alguna vez marchó a la guerra"-sin paga e indisciplinados, sus soldados tenían más en común con los enemigos que con sus oficiales.
El Obeid, la ciudad cuyo asedio deseaba levantar Hicks, ya había caído para cuando la expedición partió de Jartum, pero Hicks continuó de todas formas, aunque no confiaba en sus oportunidades de tener éxito. Hasta su aproximación, Muhammad había formado un ejército de alrededor de 40 000 hombres y los había entrenado rigurosamente en lo que a tácticas militares respecta, equipándolos con las armas y municiones capturadas en las batallas anteriores. El 3 y el 4 de noviembre de 1883, cuando las fuerzas de Hicks ofrecieron batalla, el Ejército mahdista era una fuerza militar en el sentido de la palabra, que posteriormente aniquiló al ejército de Hicks-solo unos 500 egipcios sobrevivieron a la batalla de El Obeid.

## Evacuación
En aquel entonces, el Imperio británico se estaba involucrando cada vez más en la estructura del gobierno egipcio. Egipto estaba a punto de ceder bajo una casi insostenible estructura para el pago de sus enormes deudas con las potencias europeas. Para que el gobierno egipcio evite una mayor interferencia de sus creditores europeos, tenía que asegurarse que el interés de la deuda sea pagado a tiempo en todo momento. Para este fin, la tesorería egipcia, inicialmente plagada de corrupción y burocracia, fue puesta por los británicos bajo el control casi total de un "Asesor financiero", que ejercía el poder de veto sobre todos los asuntos de política financiera. A los nominados al puesto-primero Sir Auckland Colvin y después Edgar Vincent-se les instruyó que ejerzan la mayor parsimonia posible en los asuntos financieros de Egipto. Mantener las guarniciones en el Sudán le costaba al gobierno egipcio más de 100 000 libras egipcias al año, un gasto insostenible.

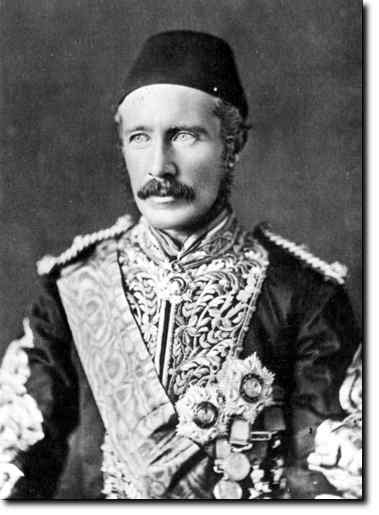
Charles Gordon, gobernador del Sudán.

En consecuencia el gobierno egipcio decidió, bajo cierta presión por parte de sus supervisores británicos, que la presencia egipcia en el Sudán debía ser retirada y dejar al país bajo cierta forma de autogobierno, probablemente encabezada por el Mahdi. Por lo tanto la retirada de las guarniciones egipcias estacionadas a lo largo del país, tales como las de Sennar, Tokar y Sinkat, fue amenazada, a menos que fuese llevada a cabo ordenadamente. El gobierno egipcio solicitó que un oficial británico fuese enviado al Sudán para coordinar la retirada de las guarniciones. Se esperaba que las fuerzas mahdistas considerarían demasiado riesgoso atacar a un súbdito británico, lo cual permitiría efectuar la retirada sin incidentes. Se propuso enviar a Charles George Gordon. Él era un hábil oficial, que se había destacado en varias campañas en el Lejano Oriente, especialmente en China (véase la segunda guerra del Opio). Sin embargo, también era conocido por su agresividad y rígido honor personal, que lo hacían inadecuado para esta misión ante varios importantes oficiales británicos en Egipto. Sir Evelyn Baring (después Earl de Cromer), el Cónsul general británico en Egipto, se oponía tenazmente al nombramiento de Gordon y al final lo aceptó a regañadientes por la presión de la prensa británica y la opinión pública. Al final se le encomendó la misión a Gordon, pero iría acompañado por el más equidistante y confiable Coronel John Stewart. Se planeó que Stewart, a pesar de ser el subordinado nominal de Gordon, actuaría como una barrera para este y se aseguraría que el Sudán fuese evacuado de forma rápida y pacífica.
Gordon partió de Inglaterra el 18 de enero de 1884 y llegó a El Cairo en la tarde del 24 de enero. Gordon fue principalmente responsabe de emitir sus propias órdenes, junto a las proclamas del Jedive que anunciaban las intenciones de abandonar el Sudán por parte de Egipto. Las órdenes de Gordon, por su propia solicitud, eran inequívocas y dejaban poco lugar para una errónea interpretación.

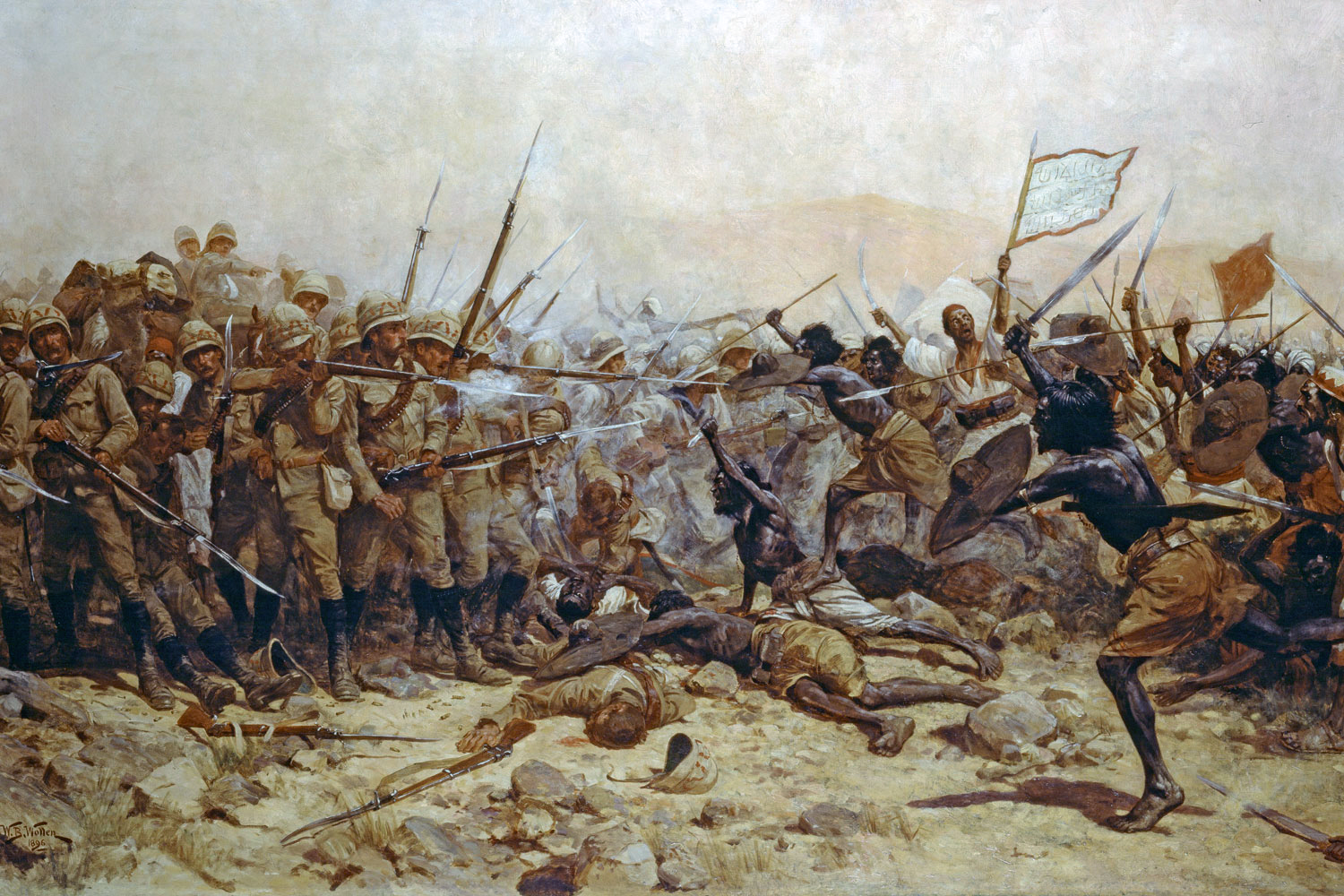
La batalla de Abu Klea, que tuvo lugar durante la expedición para auxiliar a Gordon, que estaba sitiado en Jartum, 1885.

Gordon llegó a Jartum el 18 de febrero, e inmediatamente quedó asombrado por la vasta dificultad de la tarea. Las guarniciones egipcias estaban esparciadas a lo largo del país; tres-Sennar, Tokar y Sinkat-estaban bajo asedio, y la mayor parte del territorio entre estas se encontraba bajo control del Mahdi. No había garantía alguna que si las tropas abandonaban la guarnición, incluso con la evidente intención de retirarse, no serían masacradas por las fuerzas mahdistas. La población egipcia y europea de Jartum era más grande que la de las tres guarniciones juntas, incluyendo 7000 soldados egipcios y 27 000 civiles, así como el personal de varias embajadas. Aunque una medida pragmática habría sido garantizar la seguridad de la guarnición de Jartum y abandonar las otras fortificaciones con sus tropas ante el Mahdi, Gordon era cada vez más reacio a abandonar el Sudán hasta que "todo el que desee ir [Nilo] abajo tenga la oportunidad de hacerlo", sintiendo que sería una mancha en su honor abandonar a cualquier soldado egipcio ante el Mahdi. Él también estaba cada vez más atemorizado ante el potencial del Mahdi de causar problemas en Egipto si se le permitía tomar el control del Sudán, llevándolo a la convicción de que el Mahdi debía ser "aplastado" por tropas británicas en caso de que fuese necesario, para asegurar la estabilidad de la región. Es materia de debate si Gordon se quedó en Jartum deliberadamente o no por más tiempo de lo estratégimamente necesario, pareciendo desear quedar sitiado en el pueblo. H. W. Gordon, hermano de Gordon, opinaba que los oficiales británicos podían haber escapado fácilmente de Jartum hasta el 14 de diciembre de 1884.
Haya sido intención del Mahdi o no, en marzo de 1884 las tribus sudanesas que habitaban al norte de Jartum, las cuales anteriormente habían simpatizado o permanecido neutrales a las autoridades egipcias, se levantaron apoyando al Mahdi. Los cables de telégrafo entre Jartum y El Cairo fueron cortados el 15 de marzo, anulando las comunicaciones entre Jartum y el mundo.

## Asedio de Jartum

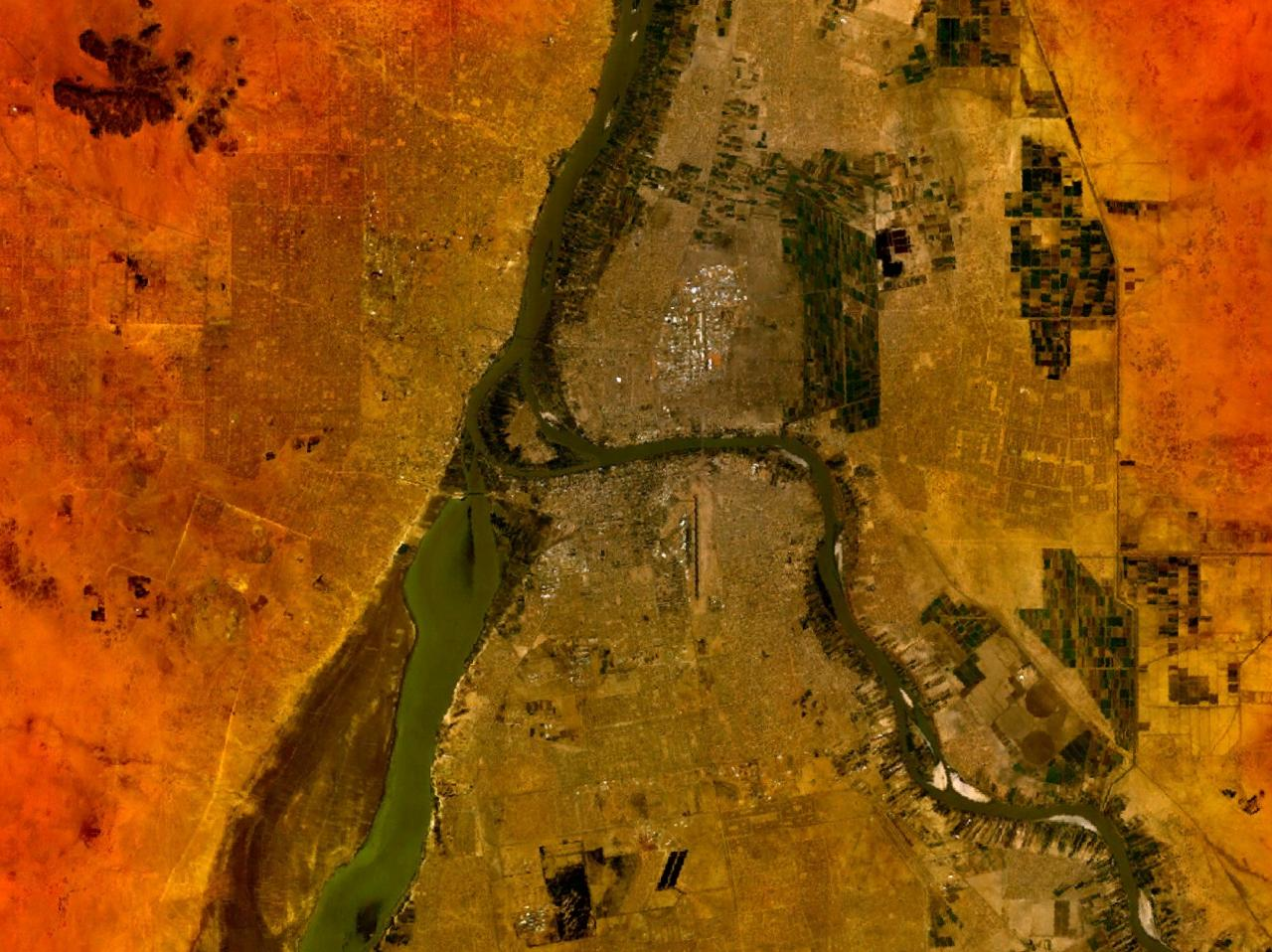
Vista aérea de la confluencia del Nilo Azul y el Nilo Blanco. Jartum está entre ambos ríos, mientras que Omdurman está en la ribera occidental ligeramente río abajo.

La posición de Gordon en Jartum era muy fuerte, ya que la ciudad limitaba al norte y al este con el Nilo Azul, al oeste con el Nilo Blanco y al sur con antiguas fortificaciones orientadas hacia el desierto. Gordon tenía alimentos para unos seis meses, varios millones de cartuchos almacenados, con la capacidad producir 50 000 cartuchos por semana, y 7000 soldados egipcios. Sin embargo, al otro lado de las murallas el Mahdi había reunido unos 50 000 soldados derviches y mientras pasaba el tiempo, las oportunidades para una retirada exitosa se reducían cada vez más. Gordon había apoyado de forma entusiasta la idea de convocar al famoso ex-tratante de esclavos Zubayr Pachá de su exilio en Egipto, para organizar y dirigir una sublevación popular contra el Mahdi. Cuando el gobierno británico vetó esta idea, Gordon propuso una serie de alternativas para salvar su situación y las presentó a sus superiores. Todas ellas fueron igualmente vetadas. Ente aquellas alternativas figuraban:
- Efectuar una retirada sureña a lo largo del Nilo Azul en dirección a Abisinia (hoy Etiopía), la cual le habría permitido reunir a las guarniciones estacionadas a lo largo de aquella ruta. Sin embargo, el espacio para navegar en la parte alta de aquel río era muy estrecho.[29]
- Solicitar el envío de regimientos musulmanes desde la India.[30]
- Solicitar los servicios de varios miles de soldados turcos que serían enviados a sofocar la rebelión.[31]
- Visitar personalmente al Mahdi para buscar una posible solución.[30]

Finalmente, resultó imposible que Gordon fuese auxiliado sin necesidad de soldados británicos. Se envió rápidamente una expedición al mando de Sir Garnet Wolseley. Sin embargo, como el nivel del Nio Blanco bajó durante el invierno, "playas" de lodo quedaron expuestas al pie de las murallas. Con el hambre y el cólera causando estragos en la ciudad y la moral de los soldados egipcios declinando, la posición de Gordon se volvió insostenible y la ciudad cayó el 25 de enero de 1885, después de un asedio de 313 días.

## Campaña del Nilo

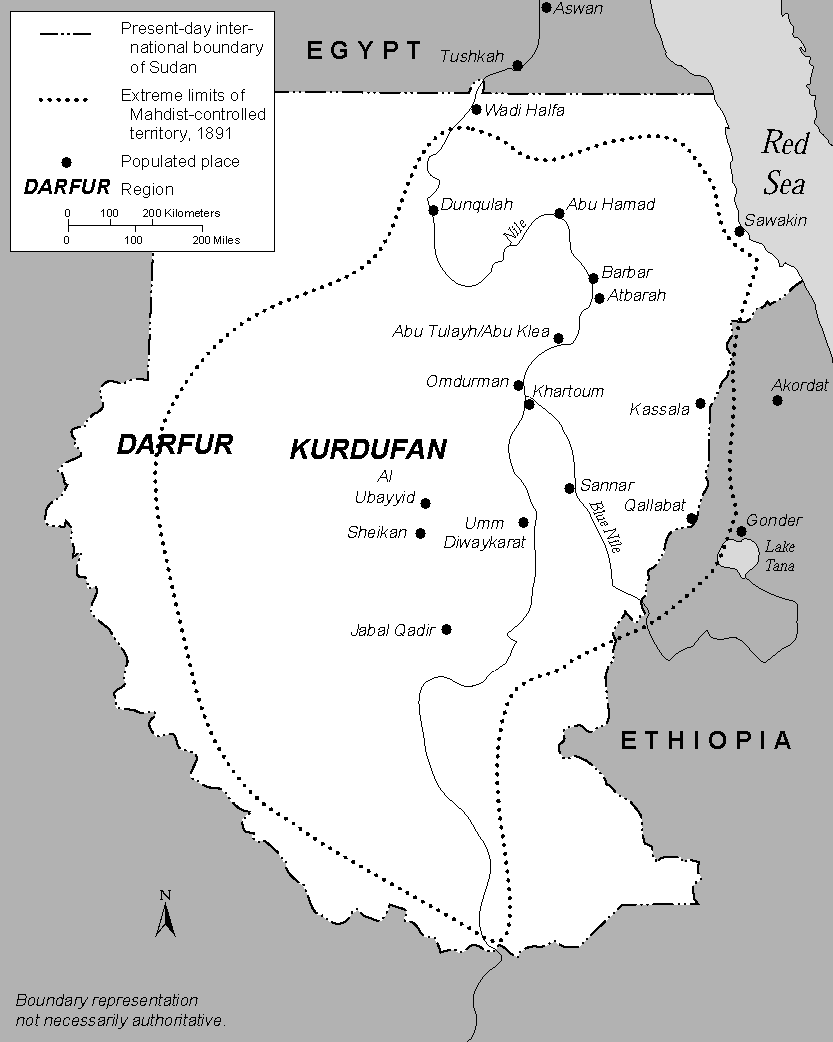
La máxima extensión del Estado mahdista, mostrada sobre las actuales fronteras de Sudán.

El gobierno británico, fuertemente presionado por la opinión pública, envío tarde y a regañadientes una columna al mando de Sir Garnet Wolseley para auxiliar a la guarnición de Jartum. Esta fue descrita por algunos periódicos británicos como la "Expedición de auxilio a Gordon", título que fue duramente criticado por el propio Gordon. Después de derrotar a los mahdistas en Abu Klea, la columna llegó a las cercanías de Jartum, solamente para descubrir que era demasiado tarde: la ciudad había caído dos días antes, siendo masacrados Gordon y la guarnición. El primer ministro liberal William Gladstone sufrió una gran merma de su popularidad debido a su reticencia a ofrecer apoyo a Gordon. El Partido Conservador ganaría las próximas elecciones.

## Suakin, 1885
Los británicos también enviaron una fuerza expedicionaria al mando del Teniente-General Sir Gerald Graham, que incluía un contingente indio, a Suakin en marzo de 1885. Fue conocida como la Expedición a Suakin. A pesar de que tuvo éxito en las dos batallas que luchó, no logró cambiar la situación militar y fue retirada. Estos hechos pusieron fin de forma temporal a la intervención británica y egipcia en Sudán, que pasó a estar completamente controlado por los mahdistas.

## Período mahdista
Muhammad Ahmad murió al poco tiempo de su victoria el 22 de junio de 1885, siendo sucedido por el Califa Abdallahi ibn Muhammad, quien demostró ser un hábil, aunque despiadado, gobernante de la Mahdiyah (Estado mahdista).
Entre 1886 y 1889, una expedición británica para auxiliar al gobernador egipcio de Ecuatoria se abrió paso a través del África Central. El gobernador Emin Pasha fue rescatado, pero la expedición no estuvo libre de fallos, como el desastre de su columna de retaguardia.

## Retorno de los británicos

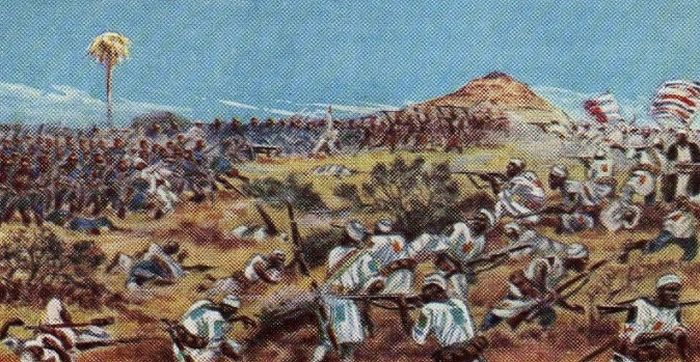
Tropas del Estado Libre del Congo derrotan a las tropas mahdistas en la Batalla de Redjaf.

Durante los años de intervención, Egipto no renunció a sus reclamos sobre el Sudán, y las autoridades británicas consideraron estos reclamos como legítimos. Bajo el estricto control de los administradores británicos, la economía de Egipto fue reconstruida y el Ejército egipcio reformado, esta vez entrenado y dirigido por oficiales y suboficiales británicos. La situación evolucionó de tal manera que permitió a Egipto, tanto política como militarmente, reconquistar el Sudán.
En 1891 un sacerdote católico, el Padre Joseph Ohrwalder, escapó de su cautiverio en Sudán. Más tarde, en 1895, el entonces gobernador de Darfur, Rudolf von Slatin, logró escapar de la prisión del Califa. Además de ofrecer vitales informaciones sobre las posiciones de los mahdistas, ambos hombres escribieron detalladas crónicas de sus experiencias en Sudán. Escritas en colaboración con Reginald Wingate, un partidario de la reconquista del Sudán, ambas obras ponían énfasis en el salvajismo y la barbarie de los mahdistas, y gracias a la amplia publicidad que tuvieron en Inglaterra, influenciaron a la opinión pública para apoyar la intervención militar.
En 1896, cuando Italia sufrió una gran derrota por parte de los etíopes en Adua, la posición italiana en el África Oriental fue seriamente debilitada. Los mahdistas amenazaron con retomar Kassala, que había caído ante los italianos en 1894. El gobierno británico juzgó políticamente ayudar a los italianos efectuando una demostración militar en el norte de Sudán. Esto coincidió con la creciente amenaza de una expansión francesa en las regiones del Alto Nilo. Lord Cromer, juzgando que el gobierno conservador y unionista en el poder favorecería tomar la ofensiva, logrando expandir la demostración a una invasión a gran escala.

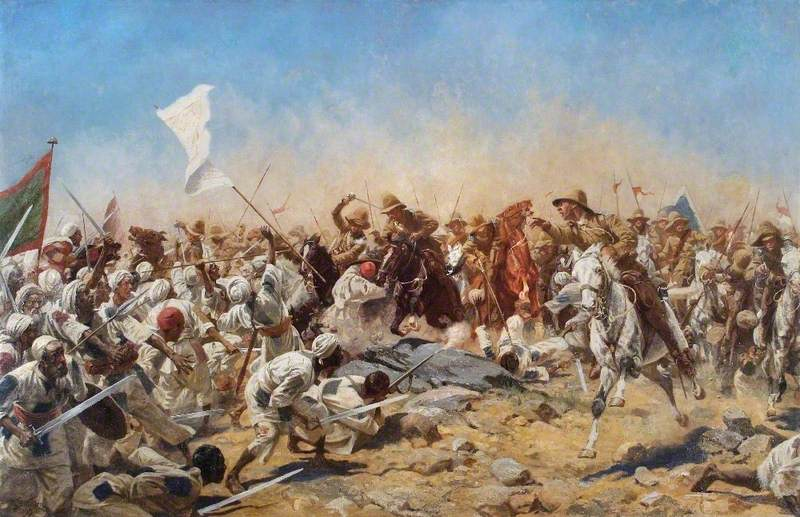
La batalla de Omdurmán.

Horatio Herbert Kitchener, el nuevo Sirdar (comandante) del Ejército anglo-egipcio, recibió sus órdenes de marcha el 12 de marzo y sus fuerzas entraron a Sudán el 18. Contando al inicio con 11 000 soldados, la fuerza de Kitchener estaba armada con el equipo militar más moderno de la época, incluyendo ametralladoras Maxim y artillería moderna, además de ser apoyado por una flotilla de cañoneros fluviales en el Nilo. Su avance fue lento y metódico, mientras se construían campamentos fortificados a lo largo de la ruta, así como dos ferrocarriles de vía estrecha (3 ft 6 in) que fueron apresuradamente construidos desde una estación en Wadi Halfa: el primero reconstruyó la fallida y arruinada línea tendida por Ismail Pachá hacia el sur en la ribera oriental del Nilo para abastercer a la Expedición a Dongola de 1896, mientras que el segundo, construido en 1897, fue extendido a lo largo de una nueva línea directamente a través del desierto hasta Abu Hamad - que capturaron en la Batalla de Abu Hamad el 7 de agosto de 1897 - para abastecer a la principal fuerza que se dirigía a Jartum.
No fue sino hasta el 7 de junio de 1896, que tuvo lugar el primer enfrentamiento serio de la campaña, cuando Kitchener condujo una fuerza de 9000 hombres que arrasó la guarnición mahdista en Ferkeh.

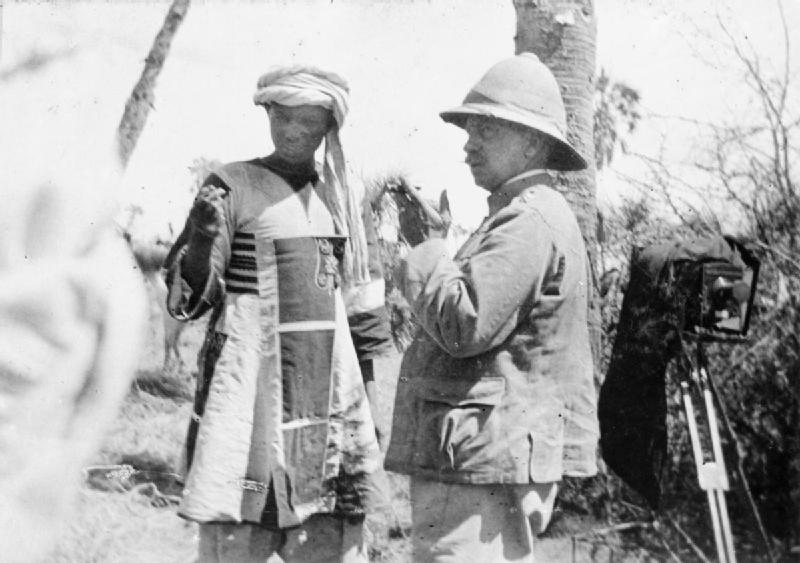
El derrotado Emir Mahmud con el director de Inteligencia británico Reginald Wingate después de la batalla de Atbara.

En 1898, en el contexto del reparto de África, los británicos decidieron reasegurar los reclamos de Egipto sobre el Sudán. Se organizó en Egipto una expedición, al mando de Kitchener. Estaba compuesta por 8200 soldados británicos y 17 600 soldados egipcios y sudaneses al mando de oficiales británicos. Las fuerzas mahdistas (a veces llamadas derviches) eran más numerosas, teniendo más de 60 000 guerreros, pero les faltaban armas modernas.
Después de derrotar a una fuerza mahdista en la batalla de Atbara en abril de 1898, los anglo-egipcios llegaron en septiembre a Omdurmán, la capital mahdista. El grueso del Ejército mahdista atacó, pero fue abatido por el fuego de las ametralladoras y fusiles británicos.
El remanente, junto al Califa Abdullah, huyó al sur de Sudán. Durante la persecución, las fuerzas de Kitchener se encontraron en Fachoda con una fuerza francesa al mando del Mayor Jean-Baptiste Marchand, lo cual dio lugar al Incidente de Fachoda. Finalmente alcanzaron a Abdullah en Umm Diwaykarat, donde este murió en batalla y el régimen mahdista llegó a su fin.
Las bajas en esta campaña fueron las siguientes:
Sudán: 30 000 muertos, heridos, o capturados[cita requerida]
Inglaterra: más de 700 británicos, egipcios y sudaneses muertos, heridos, o capturados[cita requerida]

## Consecuencias
Los británicos instalaron un nuevo sistema colonial, la administración anglo-egipcia, que estableció efectivamente el dominio británico sobre Sudán. Este llegó a su fin con la independencia de Sudán en 1956.

## En la cultura popular
La guerra mahdista fue la inspiración para las novelas A través del desierto y la jungla de Henryk Sienkiewicz y Las cuatro plumas de A. E. W. Mason, además de sus varias adaptaciones fílmicas.
También fue el tema de la novela La luz que falló, publicada por Rudyard Kipling en 1890, que a su vez fue adaptada al cine en 1939, en una película protagonizada por Ronald Colman y Walter Huston.
En la película Kartum (1966), Charlton Heston interpretó al General Charles George Gordon y Laurence Olivier interpretó a Muhammad Ahmad.
En la serie Ripper Street, el Sargento de Policía Bennet Drake (Jerome Flynn) es un veterano de la campaña y sus recuerdos lo atormentan en el episodio "El peso del corazón de un hombre".